# Azienda Stabiese Mobilità
L'ASM, acronimo di Azienda Stabiese Mobilità, era un'azienda che gestiva i trasporti pubblici della città di Castellammare di Stabia, oggi sostituita dall'EAV Bus. Oltre al servizio con un autobus per i normali viaggiatori viene svolto anche un servizio di scuola bus.

## Storia
L'azienda è nata alla fine degli anni novanta, quando ci fu una totale riorganizzazione degli autobus stabiesi. In un primo momento le linee vennero denominate tramite colori: l'esperimento però durò solo qualche anno, per poi ritornare alla precedente denominazione con numeri. Dal 1º luglio 2008 la società è stata inglobata nella nascente società EAV Bus, insieme ai servizi su gomma di Circumvesuviana, SEPSA e MetroCampania NordEst.

## Curiosità
- In passato esisteva anche il 10 Nero che partiva dalle Antiche Terme per raggiungere Varano e il Rione San Marco: oggi tale linea è stata interamente sostituita dall'1 Rosso.
- Per qualche anno l'ASM ha anche gestito la stazione di Pozzano sulla ferrovia Torre Annunziata – Sorrento della Circumvesuviana.